# Mückentaler

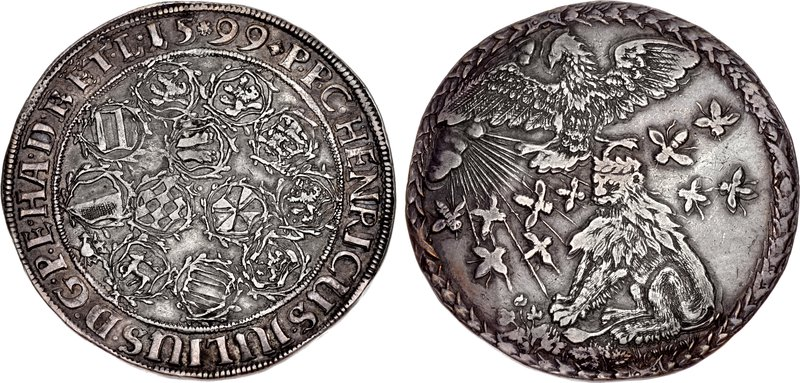
Mückentaler von 1599 (Durchmesser 41 mm)

Der Mückentaler, fälschlich auch Wespentaler genannt, war ein 1599 geprägter sogenannter emblematischer Taler des Herzogs Heinrich Julius zu Braunschweig und Lüneburg, Fürst von Braunschweig-Wolfenbüttel (1589–1613), der dem Wahrheitstaler folgte. Die Vorderseite zeigt zwölf Wappenschilde, die Rückseite einen Löwen, der den Herzog versinnbildlicht. Ihm fliegen zehn Wespen zu, die adelige Familien seines Landes symbolisieren. Die Wespen werden vom Löwen als Mücken wahrgenommen, da der Adler, der den Kaiser  versinnbildlicht, ihn schützt. 
Der Taler diente dem Herzog als Propagandamittel in den Auseinandersetzungen mit einigen adligen Familien seines Landes. Auf den Mückentaler folgte der Pelikan- oder Patriotentaler.

## Münzgeschichtliche Zusammenhänge

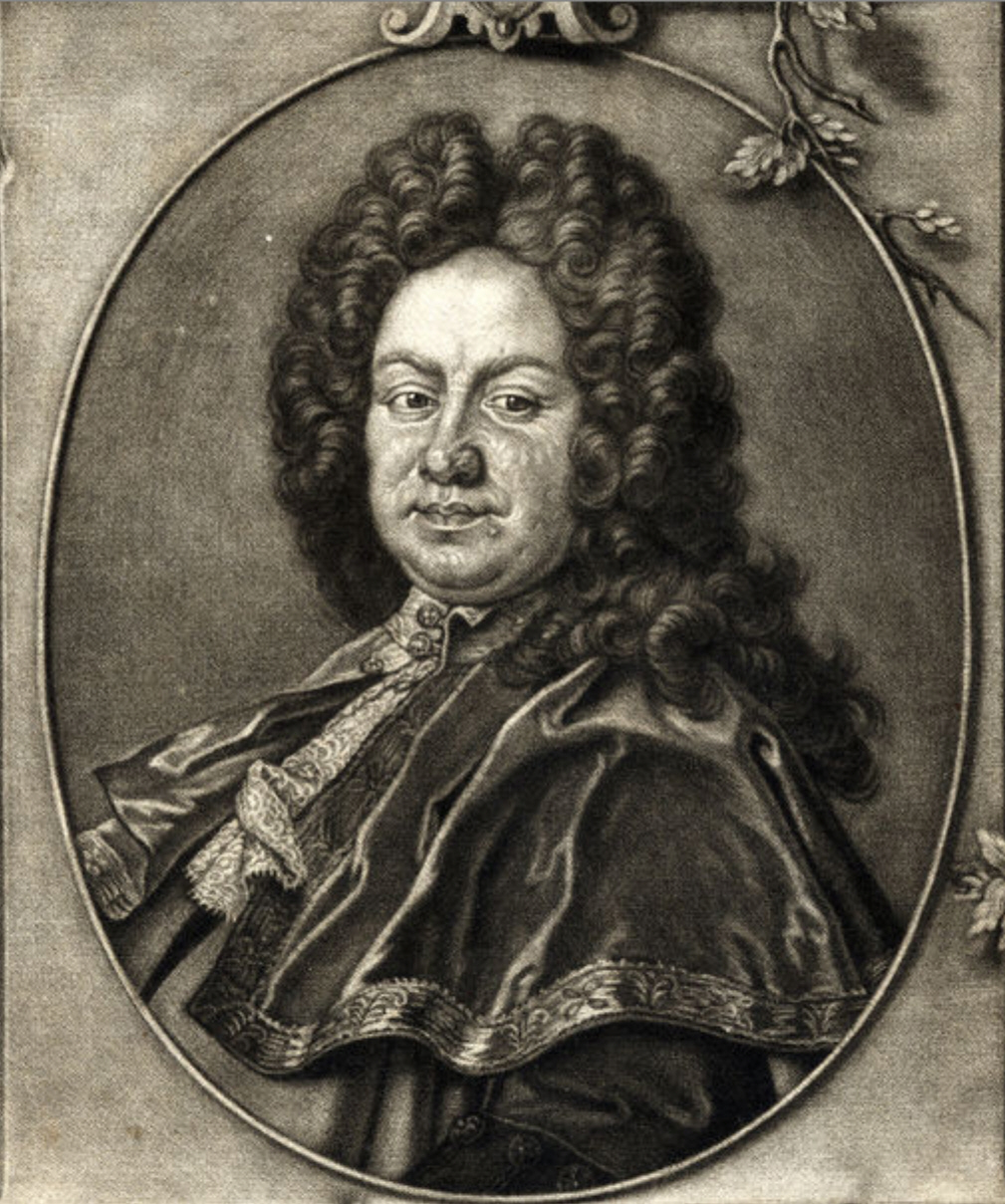
In J. D. Köhlers Münzbelustigung ist der Taler als Mückentaler bezeichnet, obwohl er im Münzbild Wespen beschreibt.

Der Taler des Herzogs Heinrich Julius ist einer der emblematischen Taler, der von dem Historiker und Numismatiker Johann David Köhler als vierter Sinnbildtaler und sogenannter „Mücken-Thaler“ bezeichnet wurde. Dieser zeigt

„einen sitzenden Löwen, wie er mit den vorderen Füssen ein vor ihm liegendes Wespen-Nest zerstöret, aus welchen sechs Wespen zur rechten, und vier zur linken Seite auf ihn zufliegen. Es hält aber ein über ihn schwebender Adler einen Lorbeer-Krantz über ihn und bestrahlet ihn auch zur rechten Seiten die Sonne.“

Köhlers Erklärung dazu ist, dass der Herzog damit sagen will,

„daß [wenn auch] ein Schwarm unruhiger Köpffe […] ihn zu verletzen suchen so sey er doch durch den Göttlichen als [auch] Keyserlichen Schutz gegen alle […] Feinde sicher gestellet.“

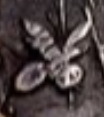
Eine der Wespen des Mückentalers

Das ist wahrscheinlich auch eine Erklärung dafür, dass Köhler den Talernamen „Mückentaler“ übernommen hat, obwohl er Wespen in seiner Beschreibung erwähnt. Der Talername stammt wahrscheinlich vom Herzog selbst, der die Wespen auf dem Taler als Mücken bezeichnete (die er nicht zu fürchten braucht). 
Unter dem „Schwarm unruhigen Köpfe“  sind adelige Familien seines Fürstentums gemeint, mit denen er Auseinandersetzungen vor dem Reichskammergericht hatte.
Nach Karl Christoph Schmieder ist der „Wespenthaler [oder] Mückenthaler, eine Stachelmünze des Herzogs […] Heinrich Julius von 1599“. Die Vorderseite zeigt, so Schmieder, „zwölf Wappenschilder in Form einer Rose zusammengesetzt.“ Der Löwe auf der Rückseite „zerstört ein Wespennest, daraus 10 Wespen wild auf ihn zufahren. Dieser Thaler wurde geschlagen“, so der Gelehrte, „nach dem der Kaiser die 10 Vasallen des Herzogs, die sich wider ihn aufgelehnt, bestraft hatte.“ Der Mückentaler wurde nach dem Rebellentaler, Lügentaler und dem Wahrheitstaler geprägt, nach dem Heinrich Julius vom Kaiser Rudolph II. (1567–1612) unterstützt wurde.
Heinrich Julius, der sich bald nach seinem Regierungsantritt durch Verschwendungssucht und Steuererhöhungen unbeliebt machte, wurde auch als Dramatiker bekannt. Wahrscheinlich erklärt das auch seinen ausgeprägten Hang zu emblematischen Darstellungen auf Talern, mit denen er Sympathie für seine Politik erzielen wollte.

## Münzbeschreibung
Der sogenannte Mückentaler ist ein in der Münzstätte Osterode und Goslar geprägter silberner Reichstaler des Herzogs Heinrich Julius aus dem Fürstentum Braunschweig-Wolfenbüttel. Verantwortlich für die Münzprägung in Osterode war der Münzmeister Heinrich Oeckeler, der von 1590 bis 1600 dort tätig war, sowie Heinrich Depsem, der in der Münzstätte Goslar den Münzbetrieb leitete. Der abgebildete Taler trägt das Münzmeisterzeichen Herz über Zainhaken mit Pfeil gekreuzt des Münzmeisters Heinrich Depsern. Der Taler im Bild oben wiegt 29,05 Gramm und hat einen Durchmesser von 41 mm.

### Vorderseite
Die Vorderseite zeigt zwölf Wappenschilde, die in Form einer Rose zusammengesetzt sind. Zwischen zwei Wappen am Innenkreis befindet sich das Münzmeisterzeichen.
- Umschrift: HENRICUS • IULIUS • D(ei) • G(ratia) • P(ostulatus) • E(piscopus) • HA(lberstadensis) • D(ux) • B(runsvicensis) • ET •L(uneburgensis) • 15 * 99 • P(ro) • P(atria) • C(onsumor) • (Nach der Jahreszahl erscheint der Wahlspruch von Heinrich Julius.)[9]
  - Übersetzung: Heinrich Julius von Gottes Gnaden, postulierter Bischof zu Halberstadt, Herzog zu Braunschweig und Lüneburg. Sein Wahlspruch lautet übersetzt: Für das Vaterland verzehre ich mich.

### Rückseite
Die Rückseite zeigt einen sitzenden Löwen auf einer Blumenwiese mit einem Lorbeerkranz auf dem Kopf, der von sechs Wespen von vorn und vier von hinten angegriffen wird. Über dem von der Sonne bestrahlten Löwen schwebt ein Adler. Das Rückseitenbild ist von einem Lorbeerkranz umrahmt, der aus vier miteinander verbundenen Teilen besteht. Der abgebildete Taler zeigt einen Doppelschlag.